# (91604) Clausmadsen
(91604) Clausmadsen est un astéroïde de la ceinture principale.

## Description
(91604) Clausmadsen est un astéroïde de la ceinture principale. Il fut découvert le 14 octobre 1999 à Uccle par Thierry Pauwels et Henri Boffin. Il présente une orbite caractérisée par un demi-grand axe de 3,04 UA, une excentricité de 0,02 et une inclinaison de 11,1° par rapport à l'écliptique.

## Compléments